# エルビンク (軽巡洋艦)
エルビンク (SMS Elbing) はドイツ海軍の巡洋艦。ピラウ級小型巡洋艦の1隻。

## 艦歴
1913年にロシア海軍シベリア小艦隊向けのアドミラル・ネヴェルスコイとして起工。艦名はサハリン沖を探検した海軍軍人ゲンナジー・ネヴェリスコイにちなんだ。第一次世界大戦の勃発により接収され、1914年11月21日にエルビンクとして進水。艦名は東プロイセンの都市エルビンク（現在のエルブロンク）にちなむ。
元々搭載予定であった13cm砲を15cm砲に変更したため、就役は1915年9月4日となった。就役後、エルビンクは北海やバルト海で活動した。
1916年5月31日、エルビンクは同型艦のピラウと共にFriedrich Boedicker少将麾下の第2偵察群所属でユトランド沖海戦に参加した。エルビンクが海戦を開始し、イギリス巡洋艦ガラティアに遠距離砲撃で最初の命中弾を与えた。ただ、それは不発だった。19時、第2偵察群はグランドフリートと遭遇した。巡洋艦ヴィースバーデンが戦闘不能となり、エルビンクも被弾して死者4名負傷者12名を出した。
5月31日から6月1日夜の大洋艦隊の帰還の際、エルビンクは巡洋艦ハンブルク、シュトゥットガルト、ロストックと共に第1戦隊の左舷側を航行していた。イギリス駆逐艦の突然の攻撃によりドイツの巡洋艦は魚雷を避けるため右に舵を切り、戦艦戦隊の戦列を横切った。そして、エルビンクは戦艦ポーゼンと衝突した。乗員が水雷艇S53により救助された後、エルビンクは処分された。

## 文献
- Erich Gröner: Die deutschen Kriegsschiffe 1815–1945. Band 1: Panzerschiffe, Linienschiffe, Schlachtschiffe, Flugzeugträger, Kreuzer, Kanonenboote. Bernard & Graefe, Bonn 1998, ISBN 3-7637-4800-8.
- Hans H. Hildebrandt, Albert Röhr und Hans-Otto Steinmetz: Die deutschen Kriegsschiffe. Band 2, Koehler, Herford 1985, ISBN 3-7822-0287-2.
- Robert Gardiner: Conway’s All the world’s fighting ships 1906-1921. Conway Maritime Press, London 1985, ISBN 0-8517-7245-5.